# Adrian Branch
Pour les articles homonymes, voir Branch.
Adrian Branch, né le 17 novembre 1963 à Washington DC, est un ancien joueur américain de basket-ball. Il évolue durant sa carrière au poste d'arrière.

## Palmarès
- Champion NBA 1987